# 天之御中主神

古事記による「天地開闢」における神々

天之御中主神（アメノミナカヌシ、アメノミナカヌシノカミ、アマノミナカヌシノカミ）とは、日本神話における創造神のことであり、神話時代の系譜の中で最初に現れる神で、天地開闢の章に登場する。

## 概要
『古事記』では神々の中で最初に登場する神である。別天津神にして造化三神の一柱。『日本書紀』の正伝には記述がなく、異伝（第一段の第四の一書）に天御中主尊（あめのみなかぬしのみこと）として記述されている。
『古事記』『日本書紀』共にその事績は何も記されておらず、『延喜式神名帳』にも登場せず、祖神として祀られたことがほとんどない。このため、国文学者の守屋俊彦は、中国文化の天一神や日本神話の天照大神などをもとに考案された神格ではないかと推測している（『日本大百科全書』）。これを否定する意見もある。
神名は天の真中を領する神を意味する。
天之御中主神は哲学的な神道思想において重要な地位を与えられることがあり、中世の伊勢神道では豊受大神を天之御中主神と同一視し、これを始源神と位置づけている。江戸時代の平田篤胤の復古神道では天之御中主神は最高位の究極神とされている。

## 神話
天之御中主神は『古事記』では冒頭の記述で、天地開闢の時に最初に現れた神であるとされている。
天之御中主神の後に高御産巣日神（たかみむすひのかみ）、神産巣日神（かみむすひのかみ）が現れ、これら三柱の神は対偶となる神のない独神であるとし、何ら事績を語らずただ姿を隠したと記している。その後宇摩志阿斯訶備比古遅神（うましあしかびひこぢのかみ）と天之常立神（あめのとこたちのかみ）が現れるが、やはり独神であり、姿を隠したとしている。これら五柱の神は別天津神（ことあまつかみ）と呼ばれている。そのうちの天之御中主神・高御産巣日神・神産巣日神を造化の三神という。
『日本書紀』本文には記述はなく、第一段で6つ書かれている一書のうちの第四の一書にのみ登場する。
まず国常立尊（くにのとこたちのみこと）、次に国狭槌尊（くにさつちのみこと）が現れたと書き、その次に「また曰く、高天原に生まれた神の名を天御中主尊という」とあり、この記述からは、前に書かれた二神とどちらが先に現れたのかはわからない。なお、他の一書では、最初に現れた神は国常立尊（くにのとこたちのみこと）（本文、第一、第四、第五）、可美葦牙彦舅尊(うましあしかびひこじのみこと)（す二、第三）、天常立尊（あめのとこたちのみこと）（第六）としている。
『古事記』、『日本書紀』とも、その後の事績は全く書かれていない。
平安時代の『延喜式神名帳』には天之御中主神を祀る神社の名は記載されておらず、信仰の形跡は確認できない。この神が一般の信仰の対象になったのは、近世において天の中央の神ということから北極星の神格化である妙見菩薩と習合されるようになってからと考えられている。現在、天之御中主神を祀る神社（星神社、星宮神社など）の多くは、妙見社が明治期の神仏分離・廃仏毀釈運動の際に天之御中主神を祭神とする神社となったものである。また水天宮も天之御中主神を主祭神の一つとしている。
鎌倉時代末の天台宗の学僧で伊勢神道に通じた慈遍による『豊葦原神風和記』では、天御中主尊は天地開いたときに生まれた神で、またの名を豊受皇太神であるとしている。

### 解釈
『古事記』、『日本書紀』ともに天之御中主神に関する記述は非常に少なく、『延喜式神名帳』にも天之御中主神の名前や祭った神社の記載はない。そのため、天之御中主神は中国の天帝の思想の影響によって机上で作られた神であると解釈されてきた。しかし天之御中主神には倫理的な面は全く無いので、中国の思想の影響を受けたとは考え難いとする意見もある。至高の存在とされながらも、信仰を失って形骸化した天空神は世界中で多くの例が見られるものであり、天之御中主神もその一つであるとも考えられる。
日本神話の中空構造を指摘した河合隼雄は、月読命（つくよみのみこと）、火須勢理命（ほすせりのみこと）と同様、無為の神（重要な三神の一柱として登場するが他の二柱と違って全てに干渉できる神）として天之御中主神を挙げている。

## 伊勢神道
鎌倉時代後期から伊勢で発達した伊勢神道においては、神道五部書などで、伊勢神宮外宮の祭神である豊受大神の本体が天之御中主神であるとされた。これは、伊勢神道の主唱者が外宮の神職度会氏であったため、外宮を始原神である天之御中主神であると位置づけることで、内宮に対する優位を主張するものであった。伊勢神道を中心とする中世神話において、天之御中主神は重要な位置を占める神格である。
詳しくは”伊勢神道”を参照のこと。

## 復古神道
平田篤胤は禁書であったキリスト教関係の書籍を読み、その万物の創造神という観念の影響を強く受けた。そして『霊之御柱』において、この世界の姿が確定する天孫降臨以前の万物の創造を天之御中主神・高皇産霊神・神皇産霊神の造化三神によるものとした。この三神は復古神道においては究極神とされ、なかでも天御中主神は最高位に位置づけられている。
詳しくは”復古神道”を参照。

## 信仰
平安時代初期成立の『新撰姓氏録』では、伊豆国造・服部連遠祖の天御桙命を天之御中主神の十一世孫としており、中世成立の『尊卑分脈』では中臣氏族の遠祖として天之御中主神を架上するなど、古くから天之御中主神を祖神と仰ぐ氏族は存在した。

### 神社
現在、主にこの神を祭る神社には、妙見社系、水天宮系と、近代創建の大教院・教派神道系の3系統がある。
1. 妙見社系の端緒は、道教における天の中央の至高神（天皇大帝）信仰にある。北極星・北斗七星信仰、さらに仏教の妙見信仰（妙見菩薩・妙見さん）と習合され、熊本県の八代神社、千葉氏ゆかりの千葉神社、九戸氏ゆかりの九戸神社、埼玉県の秩父神社などは妙見信仰のつながりで天之御中主神を祀る妙見社である。妙見社は千葉県では宗教法人登録をしているものだけでも50社以上もある。全国の小祠は数知れない。
2. 水天宮は、元々は天之御中主神とは無関係だったが、幕末維新の前後に、新たに主祭神として追加された。
3. 明治初期に大教院の祭神とされ、東京大神宮や四柱神社などいくつかの神社が祭神に天之御中主神を加えた。また大教院の後継である神道大教を中心とする教派神道でも、多くの教団が天之御中主神をはじめとする全ての神々（神祇）を祭神としている。

その他、京都府八幡市の石清水八幡宮摂社石清水社や島根県出雲市の彌久賀神社、香川県琴平町の金刀比羅宮旭社などでも主祭神として祀られている。
出雲大社では別天津神の祭祀が古い時代から行われていた。現在も御客座五神として本殿に祀られている。出雲大社が古くは高層建築であったことは別天津神の祭儀と関係があるとする説がある。